# Скидель
Ски́дель (бел. Скі́дзель) — город, расположенный в Гродненском районе Гродненской области Беларуси на реке Скидлянка, в 25 км к востоку от Гродно. Статус города районного подчинения присвоен в 1974 году. Город-спутник Гродно.
Численность населения — 9 667 человек (на 1 января 2025 года).

## География
Расположена железнодорожная станция Скидель, на линии Мосты — Гродно.

## Геральдика
Герб и флаг учреждены Указом Президента Республики Беларусь от 14 июня 2007 года № 279 и зарегистрированы в Государственном геральдическом регистре 4 июня 2009 года № Б-110 и № Б-111. Одобрены решением Скидельского городского исполнительного комитета от 9 ноября 2006 года № 238.

## История
Первые упоминания о Скиделе датируются 1501 годом, когда город был в составе Гродненского повета Трокского воеводства в Великом княжество Литовском. С 1588 в Скиделе размещается королевский двор. В 1615 году город становится собственностью шляхетского рода Радзивилов, развиваются пивоваренное и кожевенное производства. Согласно указу 1644 года короля Владислава Вазы в Скиделе проводилось 2 ярмарки в год, торги 2 раза в неделю. В 1706 году город был разорен шведскими войсками Карла XII. В 1795 году город вошёл в состав Российской империи. В 1885 становится административным центром волости Гродненского уезда. В 1921 году вошёл в состав Польши как центр гмины Гродненского повета.
17 сентября 1939 г. белорусское население Скиделя подняло восстание против польской власти. Восстание было утоплено в крови, 30 человек после пыток и издевательств расстреляны, 19 домов города сожжены вместе с жителями. Карательную акцию остановило только появление советского танка.
С 1939 года — в составе БССР, с 1940 года — городской посёлок, центр Скидельского района.
Во время Великой Отечественной войны нацисты согнали евреев Скиделя в гетто, и всех их убили — 2330 человек.
Промышленность города представлена следующими предприятиями. ОАО "Агрокомбинат «Скидельский» — это мельница производительностью 370 тонн переработки зерна в сутки. За такое же время три комбикормовых предприятия выпускают 720 тонн продукции, а в крупяном цехе в сутки производится 18 тонн крупы. Есть филиал по переработке 20 тысяч тонн маслосемян рапса в год. Кроме того, в структуре находятся 4 свиноводческих комплекса мощностью 24-31 тысячи голов выращивания свиней в год каждый, на двух из которых имеются цеха убоя и переработки свинины. Ещё одно направление — комплекс по откорму крупного рогатого скота на 5 тысяч голов. Две птицефабрики мощностью производства 37,8 тысячи тонн мяса птицы в живом весе в год. 5 хозяйств с общей площадью сельхозугодий более 36 тысячи гектаров. В розничной торговой сети имеем 19 объектов. Численность всех работающих более 6000 человек. Из них в Скиделе более 2500. Скидельский сахарный комбинат является одним из крупных предприятий города, выпускающим сахар и лимонную кислоту. Кроме того, в городе работают Завод медицинских препаратов, Скидельский завод железобетонных изделий, Скидельский маслосырзавод и другие предприятия.
В 2009 году в связи с празднованием 65-й годовщины освобождения Республики Беларусь от немецко-фашистских захватчиков и в целях увековечения подвига воинов Красной Армии, партизан и подпольщиков город Скидель награждён вымпелом «За мужнасць і стойкасць у гады Вялікай Айчыннай вайны» (Указ Президента Республики Беларусь от 29 июня 2009 года № 355).
10 августа 2014 года Скиделю придан статус города-спутника Гродно.

## Население
Численность населения — 9 667 человек (на 1 января 2025 года).
| Численность населения: |
| График не отображается по техническим причинам. Чтобы исправить это, воспроизведите график в новом формате, если это возможно. |

| Год            | 1931 | 1959  | 1970  | 1979  | 1989   | 2006   | 2018   | 2020   | 2023   | 2024    | 2025   |
| -------------- | ---- | ----- | ----- | ----- | ------ | ------ | ------ | ------ | ------ | ------- | ------ |
| Население чел. | 3814 | ▲5493 | ▲7760 | ▲9225 | ▲10924 | ▲11077 | ▼10717 | ▼10259 | ▼9 742 | ▼ 9 707 | ▼9 667 |

| Национальный состав по переписи населения 2009 года | Национальный состав по переписи населения 2009 года | Национальный состав по переписи населения 2009 года |
| Народ                                               | Численность                                         | %                                                   |
| --------------------------------------------------- | --------------------------------------------------- | --------------------------------------------------- |
| Белорусы                                            | 8913                                                | 82%                                                 |
| Поляки                                              | 1047                                                | 9,63%                                               |
| Русские                                             | 691                                                 | 6,36%                                               |
| Украинцы                                            | 104                                                 | 0,96%                                               |
| Татары                                              | 42                                                  | 0,39%                                               |
| Армяне                                              | 7                                                   | 0,06%                                               |
| Литовцы                                             | 5                                                   | 0,05%                                               |
| Молдаване                                           | 4                                                   | 0,04%                                               |

## Транспорт
Город расположен на пересечении автодорог Минск — Гродно E 28 М6, Слоним — Деречин — Мосты — Поречье Р41.
Через Скидель проходит железная дорога. Есть крупная станция и железнодорожный вокзал.

## Культура
- Дом культуры
- Музей М. Василька ГУО «Скидельский профессионально-технический колледж»
- Литературно-краеведческий музей Скидельского государственного колледжа
- Музей спецтехники СССР

## События и мероприятия
- В 2021 году прошёл областной фестиваль "Дажынкi"

## Достопримечательности
- Костёл Вознесения Девы Марии (1870) —  Историко-культурная ценность Республики Беларусь, шифр 413Д000217
- Церковь св. Михаила Архангела (1851)
- Брама в виде двух круглых башен разной высоты с шатровыми верхами и стрельчатыми проёмами
- Парк князей Четвертинских
- Новый костёл Святого Иосифа Ремесленника
- Новая церковь св. Новомучеников и исповедников земли белорусской

### Памятник, скульптура
- Памятник В. И. Ленину
- Памятник-самолёт Су-24М

## Галерея
- Костёл Вознесения Девы Марии
- Новая церковь св. Новомучеников и исповедников земли белорусской
- Новый костёл Святого Иосифа Ремесленника
- Христианский храм (1900)
- Скидельский парк
- Ж/д станция Скидель